# Claude Gillot

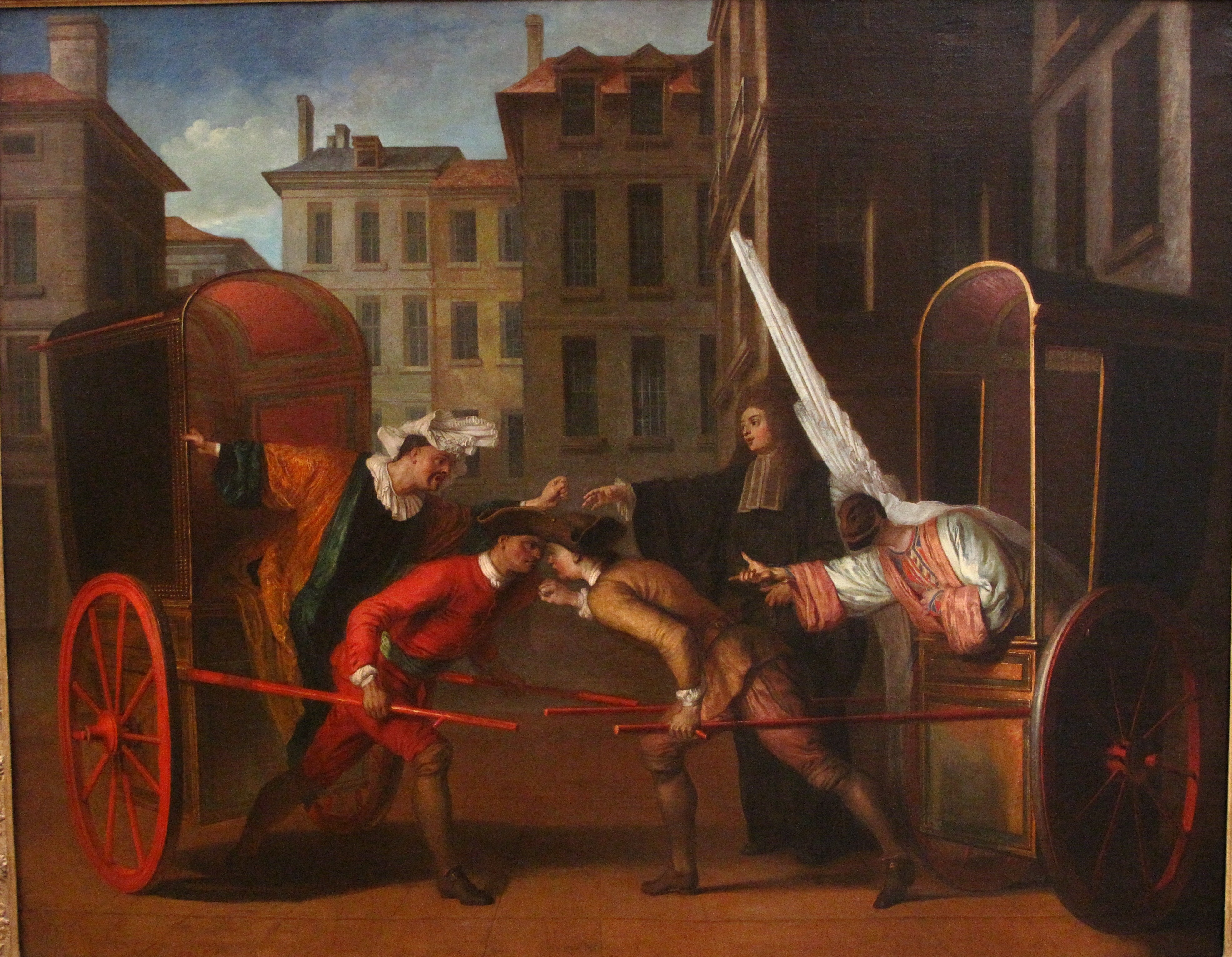
Dwie karoce (1707)

Claude Gillot (ochrzczony 27 kwietnia 1673 w Langres, zm. 4 maja 1722 w Paryżu) – francuski malarz, rytownik i dekorator, reprezentant stylu regencji zapowiadający sztukę rokoka. 
Uczył się u swego ojca malarza, a następnie w Paryżu w pracowni Jean-Baptiste Corneille’a. W 1715 przyjęty został do Królewskiej Akademii Malarstwa i Rzeźby, Kierował pracownią dekoracji i kostiumów w operze.
Malował niewielkie obrazy rodzajowe, przedstawiające humorystyczne scenki uliczne, epizody z komedii włoskiej i maskarady. Projektował wzory ornamentów ("Livre d’ornaments"), wykonywał ilustracje książkowe (m.in. do "Fables Nouvelles" Houdra de La Motte'a). Pozostawił ponad 350 rycin (m.in. "Livre de scenes comique").
Jego uczniami byli m.in. Antoine Watteau i Nicolas Lancret.